# Martin Peñaloza Cecconi
Martin Peñaloza Cecconi (* 1999 in Puerto Ordaz) ist eine deutsch-italienisch-venezolanische Person, die im Bereich Schauspiel, Tanz und Performancekunst tätig ist.

## Leben
Cecconi wurde 1999 in Puerto Ordaz, Venezuela geboren. Von 2018 bis 2022 besuchte Cecconi die Kunstuniversität Graz und lebt aktuell in Berlin. Neben Engagements im Volkstheater Wien und Schauspielhaus Graz spielte Cecconi von 2022 bis 2024 in der ZDF-Serie Blutige Anfänger die Hauptrolle des Bruno Pérez. Cecconi unterzeichnete die Initiative #actout und outete sich mit anderen lesbischen, schwulen, bisexuellen, queeren, nicht-binären und trans Schauspielern.

## Filmografie
- 2020: Cyane (Film)
- 2020: Sync (Kurzfilm)
- 2021: Verlass mich nicht (Kurzfilm)
- 2022–2024: Blutige Anfänger (Hauptrolle)[4]
- 2022: Die Diplomatin – Verschwunden in Rom
- 2023: SOKO Leipzig – Keine Rettung
- 2024: In aller Freundschaft – Die jungen Ärzte – Gerettet